# Jessica Gienow-Hecht
Jessica Christiane Elisabeth Gienow-Hecht (* 25. Dezember 1964 in Essen) ist eine deutsche Historikerin und Leiterin der Abteilung Geschichte am John-F. Kennedy-Institut für Nordamerikastudien der Freien Universität Berlin. Ihr Schwerpunkt ist die Rolle der Kultur in den internationalen Beziehungen (international cultural relations, cultural diplomacy, soft power, nation branding).

## Leben
Jessica Gienow-Hecht studierte nach dem Abitur am Humboldt-Gymnasium in Düsseldorf (1983) Französisch, Spanisch und Geschichte an der RWTH Aachen mit dem Vordiplom 1988 und an der University of Virginia mit dem Master-Abschluss 1990 und der Promotion 1995. Der Titel ihrer der Dissertation lautet Cultural Transmission and the U.S. Occupation in Germany. The Neue Zeitung, 1945–55. Danach forschte sie als Post-Doktorandin an der Universität Bielefeld, bevor sie von 1996 bis 1999 das Center for US-Studies an der Martin-Luther-Universität Halle-Wittenberg als stellvertretende Direktorin leitete. 2003 wurde sie dort mit einer Arbeit unter dem Titel Music and Emotions in German-American Relations since 1850 habilitiert. 1999 ging sie für vier Jahre an die Harvard-Universität: zunächst als John F. Kennedy Fellow am Center for European Studies der Harvard University (1999–2000), dann als Visiting Fellow am Charles Warren Center for the Study of American History (2000–2001) und als Stipendiatin der Deutschen Forschungsgemeinschaft (2001–2002). Von 2002 bis 2003 lehrte sie als Lecturer am Harvard Humanities Center. Anschließend erhielt sie ein Heisenberg-Stipendium der DFG, womit sie am Zentrum für Nordamerikaforschung der Goethe-Universität Frankfurt am Main forschte und lehrte. 2009 wurde sie zur Universitätsprofessorin für Internationale Geschichte an das Historische Institut der Universität zu Köln berufen. Seit 2013 arbeitet sie als Professorin und Leiterin der Abteilung Geschichte am John-F.-Kennedy-Institut für Nordamerikastudien der Freien Universität Berlin.
2011 war sie Gastprofessorin an der Graduate School of Global Studies der Dōshisha-Universität in Kyoto. 2016 forschte sie als Global Humanities Senior Research and Teaching Fellow an der Harvard University. 2017 hatte sie den Alfred-Grosser-Chair am Centre d’histoire des Sciences Po in Paris inne.

## Forschungsschwerpunkte
Jessica Gienow-Hechts Hauptinteressengebiet ist die Rolle der Kultur in der Geschichte der Internationalen Beziehungen mit besonderer Berücksichtigung des nordamerikanischen Raumes. Sie forschte zunächst im Bereich der Kulturgeschichte, wandte sich dann jedoch im Zuge des „cultural turns“ in der Diplomatiegeschichte in den 1990er Jahren den internationalen Beziehungen zu. Ihre erste Monographie Transmission Impossible reflektierte politische, kultur- und medienwissenschaftliche Analysen, während ihre zweite Monographie Sound Diplomacy Bezüge zur Psychologie, Musikwissenschaft und Emotionsgeschichte herstellte. Seit einigen Jahren beschäftigt sich Gienow-Hecht intensiv mit zwei Themen: 1. dem Wechselspiel zwischen kommerzieller Werbung und internationaler Selbstdarstellung von Nationalstaaten („nation branding“); 2. mit der Rhetorik und Emotion von Menschenrechten und Humanitarismus („what is humanity?“).

## Auszeichnungen (Auswahl)
- 2017 Alfred Grosser Lehrstuhl, Sciences Po
- 2009 Choice Outstanding Academic Title Award für Sound Diplomacy.
- 2004 bis 2009 Heisenberg Fellow der Deutschen Forschungsgemeinschaft
- 2000/01 Warren Center Fellowship der Harvard University
- Myrna F. Bernath Preis der Society of Historians of American Foreign Relations (SHAFR) für Transmission Impossible
- 1999/2000 John F. Kennedy Fellowship der Harvard University
- 1994 Goldsmith Research Award, Harvard University
- 1993 Research Fellowship for Younger German Scholars for American History, German Marshall Fund of the United States, Berlin

## Mitgliedschaften und Herausgebertätigkeit (Auswahl)
- 2001 bis 2003 Herausgebergremium, Diplomatic History
- 2004 bis 2006 Auswahlkommission, Bernath Article Prize, Society for the History of American Foreign Relations (SHAFR)
- seit 2006 Beirat, European Journal of American Studies
- seit 2006 Beirat, Institute for Cultural Diplomacy, Berlin
- 2010 bis 2013 Mitgliederausschuss, SHAFR
- seit 2012 Auswahlkommission, John F. Kennedy Fellowship (DAAD/Harvard University)
- seit 2011 Vorstand, Organization for Identity and Cultural Development, Kyoto
- seit 2015 Auswahlkommission, Dissertationspreis der Arbeitsgruppe Internationale Geschichte, Verband der Historiker und Historikerinnen Deutschlands
- seit 2016 Auswahlkommission, Forschungspreis, Institut für Auswärtige Angelegenheiten, Stuttgart

## Schriften (Auswahl)
Monografien
- Sound Diplomacy. Music, Emotions, and Politics in Transatlantic Relations since 1850. Chicago: University of Chicago Press, 2009; Kindle edition, 2009; Paperback, 2012 (Chinesische Übersetzung, Beijing: Beijing Yanziyue Culture & Art Studio) (Rezension: H-Soz-Kult).
- Decentering America. Oxford, New York: Berghahn Books, 2007.
- Transmission Impossible. American Journalism As Cultural Diplomacy in Postwar Germany, 1945–1955. Baton Rouge: Louisiana State University Press, 1999 (Rezension: H-Soz-Kult).

Herausgeberschaften
- mit Carolin Viktorin, Annika Estner und Marcel Will: Nation Branding in Modern History. New York, Oxford: Berghahn Books, 2018.
- Music and International History in the Twentieth Century. New York, Oxford: Berghahn Books, 2015 (Einführung Online) (Rezensionen: Midwest Book Review, H-Soz-Kult, H-Net, The Pakistan Journal of Historical Studies, Anthropology News).
- mit Frank Schumacher: Culture and International History. Oxford, New York: Berghahn Books, 2003 (Rezensionen: H-Net und H-Soz-Kult).
- Emotions in American History. Oxford, New York: Berghahn Books, 2010 (Rezensionen: H-Net und H-Soz-Kult).
- mit Mark Donfried: Searching for a Cultural Diplomacy. Oxford, New York: Berghahn Books, 2010.
- Reihe Explorations in Culture and International History. Oxford, New York: Berghahn Books, seit 2003.

Aufsätze und Artikel
- Nation Branding. In: Frank Costigliola, Michael J. Hogan (Hrsg.): Explaining the History of American Foreign Relations. 3. Aufl. Cambridge: Cambridge University Press, 2016, S. 232–244.
- mit Carolin Viktorin: Was ist und wozu braucht man „Nation Branding“? Versuch eines neuen Zugriffs auf Macht und Kultur in den internationalen Beziehungen am Beispiel der spanischen Diktatur. In: Barbara Haider-Wilson, Wolfgang Mueller, William D. Godsey (Hrsg.): Internationale Geschichte in Theorie und Praxis. Traditionen und Perspektiven / International History in Theory and Practice. Traditions and Perspectives. Wien: Verlag Österreichische Akademie der Wissenschaften, 2017, S. 695–720.
- Europe's Cultural Habitus. Anti-Americanism in Europe in the Twentieth Century. In: Sudeshna Roy, Dana Cooper und Brian M. Murphy (Hrsg.): Transatlantic Relations and Modern Diplomacy. An Interdisciplinary Examination. London: Routledge, 2014, S. 189–212.
- Protest und Dissens. In: Maximilian Lanzinner (Hrsg.): Buchners Kolleg Geschichte – Ausgabe Berlin. Bd. 2. Bamberg: C.C. Buchner, 2012, S. 211–212, und Buchners Kolleg Geschichte – Ausgabe Brandenburg. Bamberg: C.C. Buchner, 2013, S. 396–397.
- Nation Branding. In: Wilfried Loth, Jost Dülffer: Dimensionen der internationalen Geschichte. München: Oldenbourg Verlag, 2012, S. 65–84.
- The World Is Ready To Listen. Symphony Orchestras and the Global Performance of America. In: Diplomatic History. Forum Musical Diplomacy. Strategies, Agendas, Relationships. In: Diplomatic History 36, 1 (Januar 2012), S. 17–28.
- Buy One Get One Free. Forum on Laura Belmonte’s Selling the American Way. In: H-Diplo (September 2011).
- ’¡No, no somos así!’ El despliegue de la cultura americana en Europa durante la Guerra Fría (’No, we are not!’ The Deployment of American Culture in Europe during the Cold War.). In: Antonio Niño, José Antonio Montero (Hrsg.): Guerra Fría y Propaganda. Estados Unidos y su cruzada cultural en Europa y América Latina. Madrid: Biblioteca Nueva, 2012, S. 41–77.